# 湖南三山

常楽寺

湖南三山（こなんさんざん）は、滋賀県湖南市にある国宝伽藍を有する3つの寺院の総称。いずれも天台宗の古刹であり紅葉の名所である。

## 構成
平成16年10月1日に旧石部町と旧甲西町の合併による湖南市発足を機に、新しい市名に因んで3寺院を総称する運びとなった。いずれも奈良時代に建立された天台宗の寺院で、本堂や三重塔が国宝に、その他多数の建造物や仏像などが重要文化財に指定されている。
- 阿星山常楽寺（天台宗）
- 阿星山長寿寺（天台宗）
- 岩根山善水寺（天台宗）